# Tectaria palmata
Tectaria palmata là một loài thực vật có mạch trong họ Dryopteridaceae. Loài này được (Mett.) Copel. miêu tả khoa học đầu tiên năm 1991.